# Condado de Nandi
El condado de Nandi es un condado de Kenia, que antes de la reforma de 2013 fue un distrito de la antigua provincia del Valle del Rift. Cuenta con una población de 578 751 habitantes según el censo de 2009, la mayor parte pertenecen a la tribu Nandi. Su capital es Kapsabet y el principal accidente geográfico son las colinas de Nandi. 
El condado de Nandi es famoso por ser el lugar de nacimiento de numerosos corredores de élite de larga distancia, entre ellos Rodgers Rop, Bernard Lagat, Robert Kipkoech Cheruiyot, Peter Rono, Wilfred Bungei, Pamela Jelimo, Martin Lel, Kipchoge Keino, Henry Rono, Moses Tanui, Eliud Kipchoge y Bernard Lagat.

## Localización
El condado tiene los siguientes límites:
| Noroeste: Condado de Kakamega | Norte: Condado de Uasin Gishu | Noreste: Condado de Uasin Gishu |
| Oeste: Condado de Vihiga      |                               | Este: Condado de Uasin Gishu    |
| Suroeste: Condado de Kisumu   | Sur: Condado de Kisumu        | Sureste: Condado de Kericho     |

## Demografía
Las principales localidades del condado son:
1. Kapsabet, municipio, 91 030 habitantes
2. Nandi Hills, villa, 73 626 habitantes

## División administrativa
| División    | Población | Población urbana | Capital     |
| ----------- | --------- | ---------------- | ----------- |
| Aldai       | 96.220    | 200              | Kobujoi     |
| Kabiyet     | 43.367    | 751              | Kabiyet     |
| Kapsabet    | 125.115   | 16.942           | Kapsabet    |
| Kaptumo     | 26.782    | 150              | Kaptumo     |
| Kilibwoni   | 62.692    | 116              | Kilibwoni   |
| Kipkaren    | 52,753    | 0                |             |
| Kosirai     | 35.383    | 957              |             |
| Nandi Hills | 77.514    | 3499             | Nandi Hills |
| Tinderet    | 58.925    | 0                |             |

## Transportes
La principal carretera del condado es la C39, que une Eldoret con el condado de Vihiga pasando por Chepterit y Kapsabet. Al este de Kapsabet sale de la C39 la C36, que lleva a la A104 unos kilómetros al sur de Burnt Forest. Al noroeste de Chepterit sale de la C39 la C37, que lleva a Turbo.